# جون ماكليلاند (لاعب كرة قدم)
جون ماكليلاند (بالإنجليزية: John McClelland)‏ هو لاعب كرة قدم بريطاني في مركز نصف الجناح، ولد في 5 مارس 1935 في برادفورد في المملكة المتحدة. لعب مع كوينز بارك رينجرز ومانشستر سيتي ونادي بورتسموث ونادي لينكولن سيتي ونيوبورت كونتي.